# Rags to Riches (häst)
Rags to Riches, född 27 februari 2004, är ett engelskt fullblod, mest känd för att ha varit ett av tre ston (till 2022) som segrat i Belmont Stakes (2007). Hon var den första stoet att segra i löpet på över ett sekel. 

## Bakgrund
Rags to Riches var ett fuxsto efter A.P. Indy och under Better Than Honour (efter Deputy Minister). Hon föddes upp av Skara Glen Stables och ägdes av Michael Tabor & Derrick Smith. Hon tränades under tävlingskarriären av Todd Pletcher.
Rags to Riches tävlade mellan 2006 och 2007, och sprang totalt in 1 340 028 dollar på 7 starter, varav 5 segrar och 1 andraplats. Hon tog karriärens största seger i Belmont Stakes (2007). Hon segrade även i Las Virgenes Stakes (2007), Santa Anita Oaks (2007) och Kentucky Oaks (2007).

## Karriär
Rags to Riches gjorde endast en start som tvååring, i ett maidenlöp över 4½ furlong i juni 2006. I löpet slutade hon fyra.

### Treåringssäsongen
Som treåring 2008, segrade hon inledningsvis i ett maidenlöp på Santa Anita Park med sex längder. I februari 2007 segrade hon i Las Virgenes Stakes tillsammans med jockeyn Garrett Gomez, efter att ha sprungit i femtespår under en stor del av löpet.
I mars 2008 segrade Rags to Riches i grupp 1-löpet Santa Anita Oaks med 5½ längder, vilket gjorde henne till spelfavorit för det prestigefyllda grupp 1-löpet Kentucky Oaks på Churchill Downs. Hon segrade även i Kentucky Oaks med 4¼ längder, över ett fält som inkluderade vinnaren av Breeders' Cup Juvenile Fillies, Dreaming of Anna.

#### Belmont Stakes
Den 5 juni 2007 tillkännagavs att Rags to Riches skulle starta i der tredje och längsta sträckan av de amerikanska Triple Crown-löpen, Belmont Stakes. Det kom att bli hennes första start mot hingstar och valacker.
I löpet fick Rags to Riches en dålig start och snubblade ut ur startgrinden, men lyckades hämta in avståndet. I början av upploppet duellerade hon med segraren i Preakness Stakes och kommande Horse of the Year-vinnaren Curlin. Curlin kämpade ettrigt, men lyckades inte stå emot Rags to Riches som var först i mål med ett huvud. Rags to Riches seger gjorde henne till det tredje stoet som någonsin segrat i Belmont, och det första sedan Tanya 1905. Tanyas seger kom 38 år efter att Ruthless segrat i den första upplagan av Belmont Stakes 1867.

#### Resterande treåringssäsong
Trots flera mindre skador under sommaren, fortsatte Rags to Riches att träna på Belmont Park mot 2007 års Breeder's Cup. Hon gjorde sin nästa start i Gazelle Stakes på Belmont Park den 15 september och slutade tvåa efter Lear's Princess. Det tillkännagavs nästa dag, den 16 september, att röntgenstrålar visat en stressfraktur i hennes bröst, och att hennes tränare, Todd Pletcher, hade beslutat att låta henne vila, för att återhämta sig helt och göra comeback 2008.
Rags to Riches fick flera utmärkelser i slutet av sin treåringssäsong. Hon var nominerad till Teen Choice Award för Choice Female Athlete 2007. Hon utsågs också till 2007 års World Champion 3-year-old Filly av International Federation of Horseracing Authorities (IFHA).

### Fyraåringssäsongen
Rags to Riches återgick till att träna som fyraåring, men den 24 mars 2008 meddelade Todd Pletcher att hon fått en liknande fraktur som under treåringssäsongen, och skulle få avsluta sin tävlingskarriär.

### Som avelssto
Rags to Riches stallades upp som avelssto på Ashford Stud i Versailles, Kentucky, där hon fick sitt första föl. Hon exporterades till Irland 2009 för avel, och återvände till USA för 2016 års avelssäsong.

## Statistik
| # | Datum             | Löp                 | Bana             | Grupp | Distans        | Plac. | Marginal      | Tid     | Vikt    | Odds  | Jockey            | Ref.   |
| - | ----------------- | ------------------- | ---------------- | ----- | -------------- | ----- | ------------- | ------- | ------- | ----- | ----------------- | ------ |
| 1 | 10 juni 2006      | Maiden              | Churchill Downs  |       | 4 1⁄2 Furlongs | 4     | (7 3⁄4 längd) | 1:03.55 | 119 lbs | 3.20  | Brice Blanc       | [ 6 ]  |
| 2 | 7 januari 2007    | Maiden              | Santa Anita Park |       | 7 Furlongs     | 1     | 6 längder     | 1:22.40 | 121 lbs | 2.30  | Garrett K. Gomez  | [ 7 ]  |
| 3 | 10 februari 2007  | Las Virgenes Stakes | Santa Anita Park | \|    | 1 mile         | 1     | 3⁄4 längd     | 1:37.85 | 116 lbs | 2.70* | Garrett K. Gomez  | [ 8 ]  |
| 4 | 11 mars 2007      | Santa Anita Oaks    | Santa Anita Park | \|    | 1 ⁄16 miles    | 1     | 5 1⁄2 längd   | 1:42.84 | 122 lbs | 0.40* | Garrett K. Gomez  | [ 9 ]  |
| 5 | 4 maj 2007        | Kentucky Oaks       | Churchill Downs  | \|    | 1 ⁄8 miles     | 1     | 4 1⁄4 längd   | 1:49.99 | 121 lbs | 1.50* | Garrett K. Gomez  | [ 10 ] |
| 6 | 9 juni 2007       | Belmont Stakes      | Belmont Park     | \|    | 1 ⁄2 miles     | 1     | huvud         | 2:28.74 | 124 lbs | 4.30  | John R. Velazquez | [ 11 ] |
| 7 | 15 september 2007 | Gazelle Stakes      | Belmont Park     | \|    | 1 ⁄8 miles     | 2     | ( 1⁄2 längd)  | 1:47.86 | 122 lbs | 0.45* | John R. Velazquez | [ 12 ] |

## Utmärkelser och hedersbetygelser
2016 skapade New York Racing Association ett nytt löp till hennes ära, Rags to Riches Invitational Stakes. Det reds på fredagen före Belmont Stakes över 1½ miles. Det var det enda löpet på dirttrack i USA på längre än 1¼ miles för ston. Theogony vann den första upplagan av löpet den 10 juni 2016, och besegrade fyra andra ston med åtta längder. Löpet har inte ridits sedan dess.

## Stamtavla
| Efter A.P. Indy          | Seattle Slew     | Bold Reasoning | Boldnesian      |
| Efter A.P. Indy          | Seattle Slew     | Bold Reasoning | Reason To Earn  |
| Efter A.P. Indy          | Seattle Slew     | My Charmer     | Poker           |
| Efter A.P. Indy          | Seattle Slew     | My Charmer     | Fair Charmer    |
| Efter A.P. Indy          | Weekend Surprise | Secretariat    | Bold Ruler      |
| Efter A.P. Indy          | Weekend Surprise | Secretariat    | Somethingroyal  |
| Efter A.P. Indy          | Weekend Surprise | Lassie Dear    | Buckpasser      |
| Efter A.P. Indy          | Weekend Surprise | Lassie Dear    | Gay Missile     |
| Undan Better Than Honour | Deputy Minister  | Vice Regent    | Northern Dancer |
| Undan Better Than Honour | Deputy Minister  | Vice Regent    | Victoria Regina |
| Undan Better Than Honour | Deputy Minister  | Mint Copy      | Bunty's Flight  |
| Undan Better Than Honour | Deputy Minister  | Mint Copy      | Shakney         |
| Undan Better Than Honour | Blush With Pride | Blushing Groom | Red God         |
| Undan Better Than Honour | Blush With Pride | Blushing Groom | Runaway Bride   |
| Undan Better Than Honour | Blush With Pride | Best In Show   | Traffic Judge   |
| Undan Better Than Honour | Blush With Pride | Best In Show   | Stolen Hour     |